# Modra kapusta

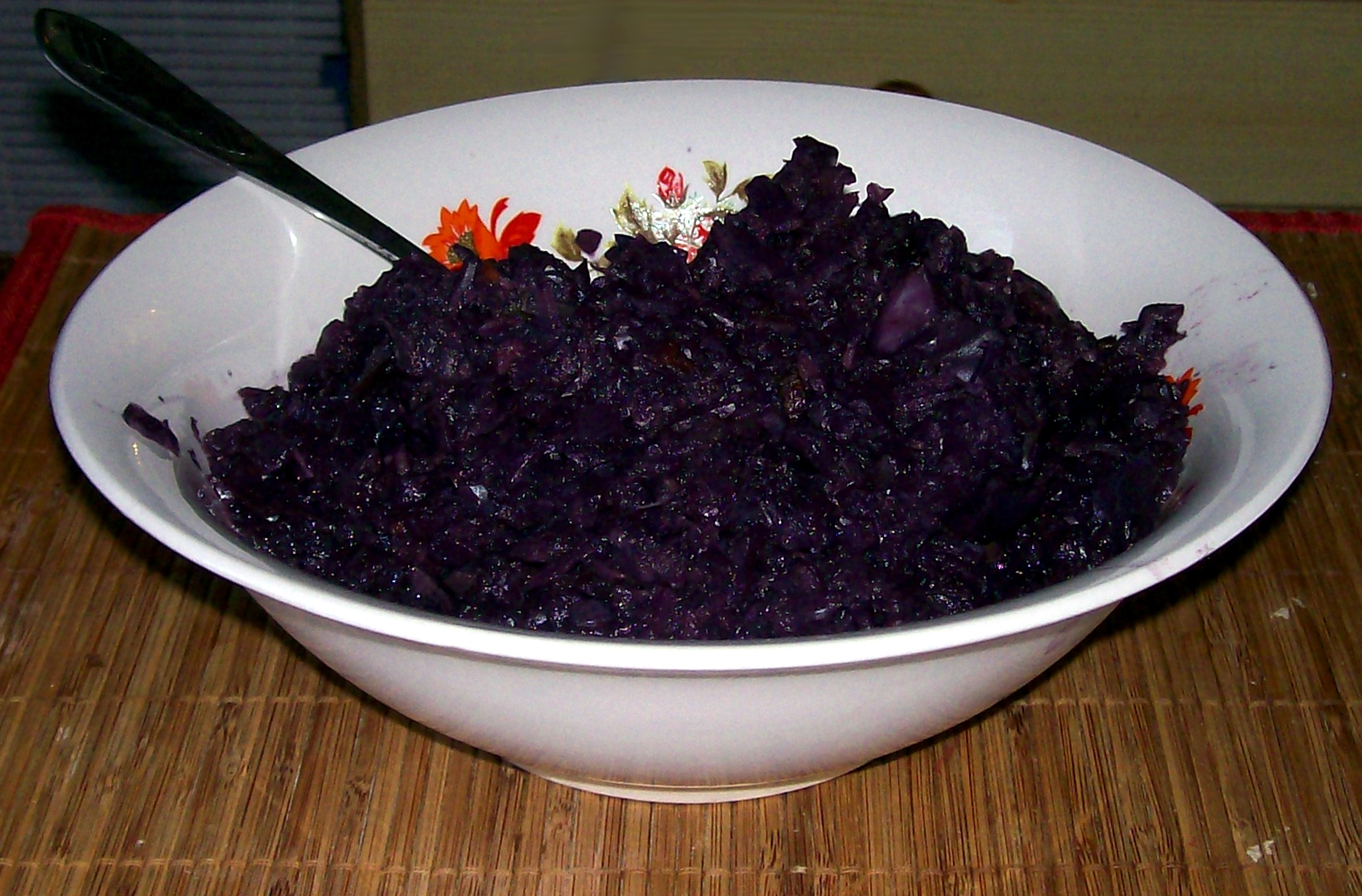
Modra kapusta

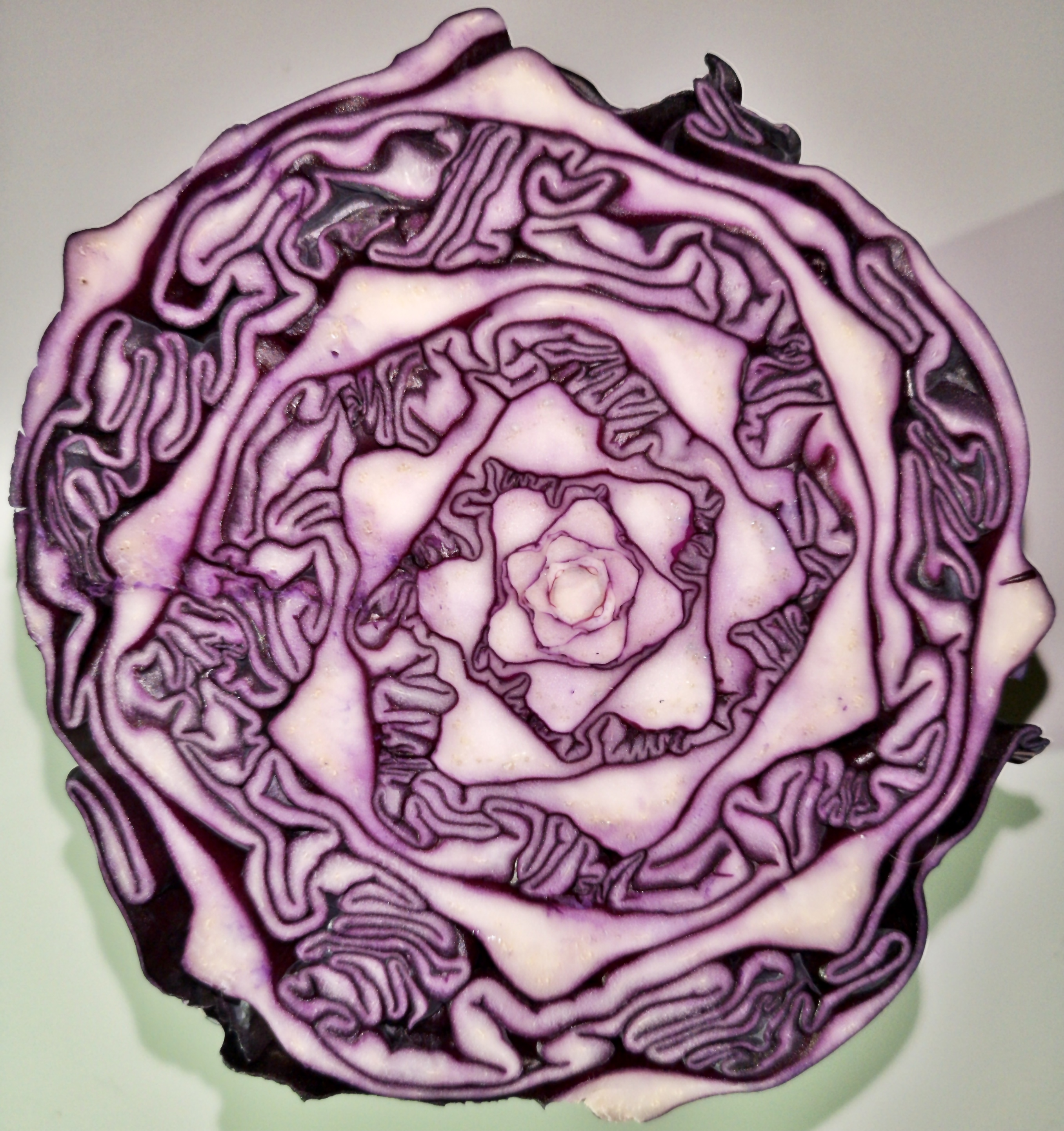
Spiralne ułożenie łodyg liści w przekroju poziomym

Modra kapusta – alternatywne i gwarowe określenie czerwonej kapusty głowiastej, oraz sporządzanej z niej dwóch rodzajów potraw, zaliczanych do regionalnych potraw z ziem Wielkopolski i Śląska.
W kuchni wielkopolskiej jest to gotowana kapusta czerwona z dodatkiem jabłek (najlepiej winnych), cebuli, rodzynek, goździków i niewielkiej ilości masła lub smalcu. Kapusta przyprawiona jest cukrem i solą, a po ugotowaniu - dodatkowo octem. W Poznańskiem wraz z pyzami drożdżowymi i kaczką pieczoną z jabłkami stanowi element jednego z tradycyjnych zestawów uroczystego obiadu.
Na Górnym Śląsku (śl. modro kapusta) to zarówno nazwa czerwonej kapusty, jak i potrawy z niej przyrządzonej, która sporządzana jest w ten sposób, że kapustę gotuje się poszatkowaną, dodaje podsmażonego boczku, po czym soli, dodaje octu, pieprzu, surowej lub zeszklonej cebuli, i lekko słodzi. Tradycyjnie jest spożywana z roladą oraz kluskami śląskimi.